# Kazimierz Piechowski
Kazimierz Piechowski (Rajkowy, 3 ottobre 1919 – Danzica, 15 dicembre 2017) è stato un ingegnere polacco, boy scout durante la Seconda Repubblica Polacca e prigioniero politico dei nazisti detenuto nel campo di concentramento di Auschwitz.
Fu un soldato nell'Esercito nazionale polacco, nel dopoguerra fu nuovamente prigioniero politico sotto il governo comunista polacco per sette anni. È noto soprattutto per la sua fuga da Auschwitz, insieme ad altri tre prigionieri.

## Biografia

### Seconda guerra mondiale

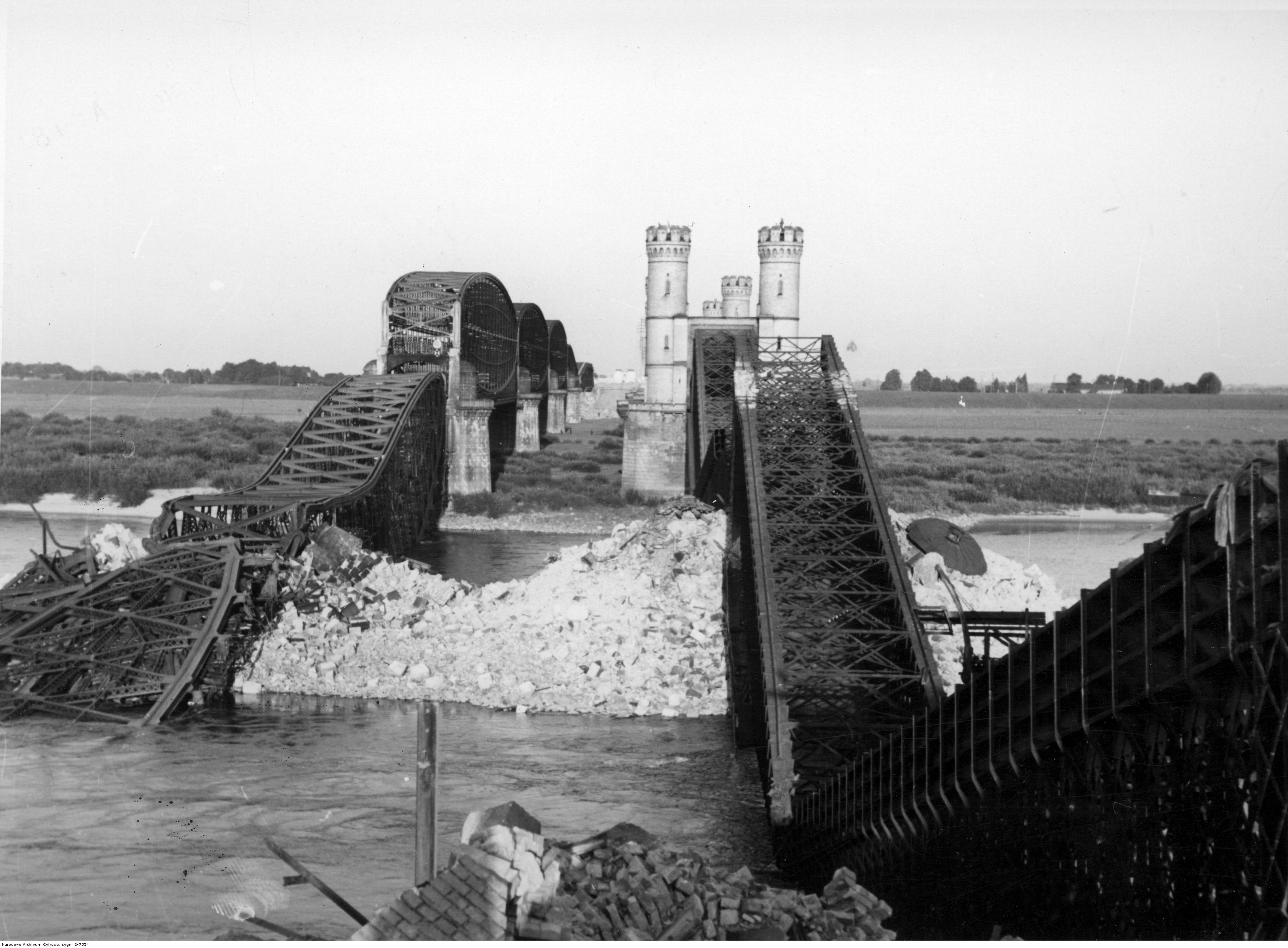
Ponte ferroviario sul fiume Vistola; Piechowski fece parte di una squadra ai lavori forzati che ripulì il ponte dalle macerie.

Dopo l'invasione tedesca e sovietica della Polonia, Piechowski e Alfons "Alki" Kiprowski, suo compagno scout, furono catturati dai tedeschi a Tczew e impiegati nel ripristino del ponte ferroviario sulla Vistola, precedentemente distrutto dai militari polacchi per impedire il passaggio dei trasporti nazisti. Entrambi decisero di lasciare Tczew il 12 novembre 1939 per raggiungere la Francia e arruolarsi nell'esercito polacco. Mentre attraversavano il confine con l'Ungheria, furono catturati da una pattuglia tedesca e portati in una prigione della Gestapo a Baligród, poi trasferiti in prigione a Sanok e quindi nella prigione di Montelupich a Cracovia, l'ultima tappa prima di Auschwitz fu la prigione di Wiśnicz. 

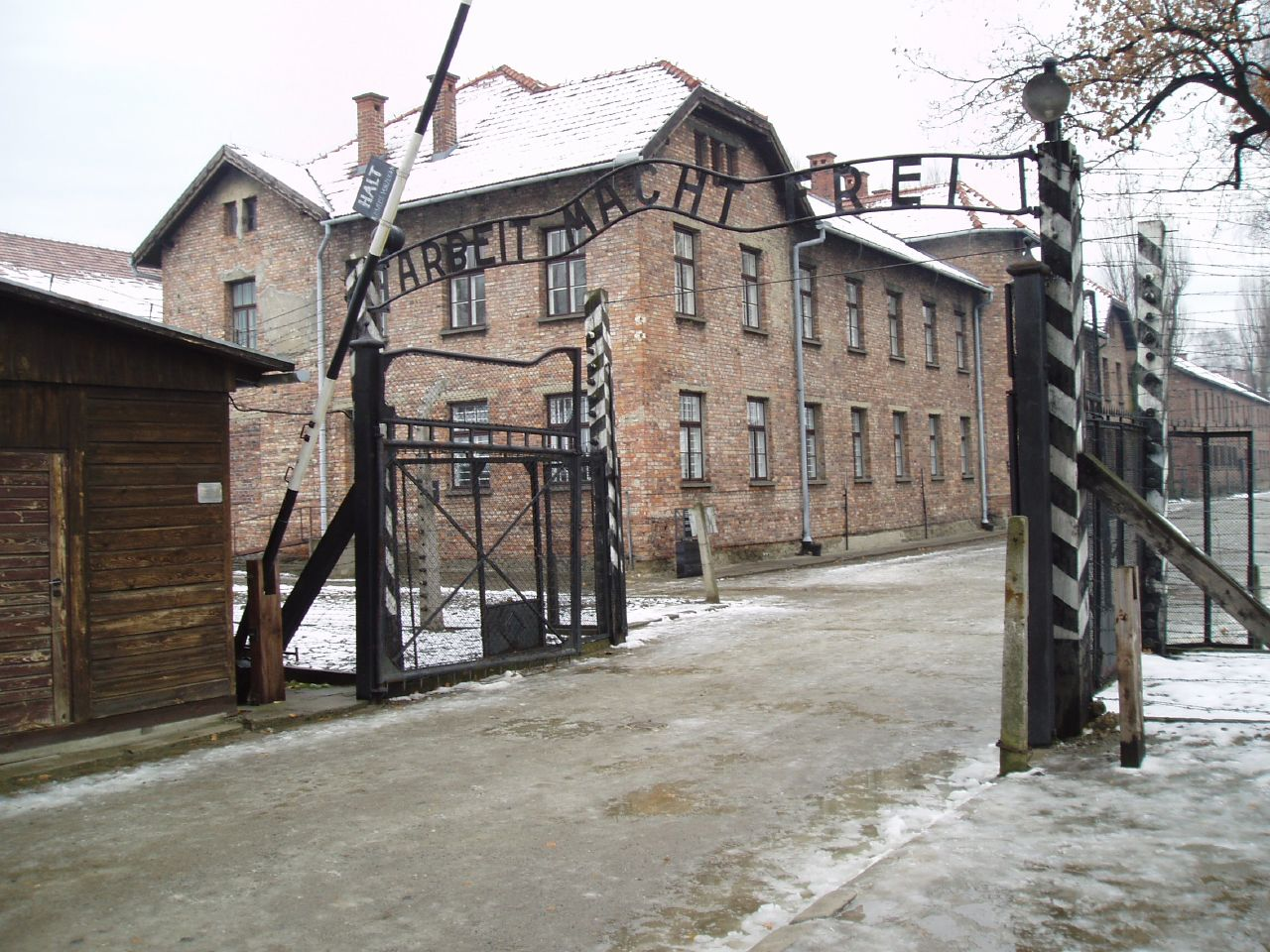
Cancello principale di Auschwitz I.

I boy scout polacchi furono tra i gruppi presi di mira dalla Gestapo e dal Selbstschutz, considerati come un'organizzazione criminale. Piechowski fu portato ad Auschwitz come prigioniero politico (in tedesco: Legionsgaenger, cioè una persona intenzionata ad unirsi alle formazioni militari polacche all'estero) nel trasporto del 20 giugno 1940 con altri 313 deportati polacchi, il secondo in ordine di tempo dopo il precedente da Tarnów; in questo primo gruppo ci fu Edward Galinski, che avrebbe poi tentato la fuga indossando un'uniforme da ufficiale delle SS.

Arrivato ad Auschwitz, Piechowski fu il detenuto numero 918, inserito nel Leichenkommando fu assegnato a portare i cadaveri al crematorio per ordine del SS-Rapportfuhrer Gerhard Palitzsch, compresi i fucilati al cosiddetto "Muro Nero" (il muro divisorio tra il blocco 10 e il blocco 11 di Auschwitz). Piechowski fu presente anche quando Maximilian Kolbe si offrì per lo scambio con un prigioniero polacco condannato a morte nel cosiddetto bunker della fame. Piechowski ebbe anche accesso all'elenco delle esecuzioni, dove notò che era prevista l'esecuzione del suo amico Eugeniusz Bendera.

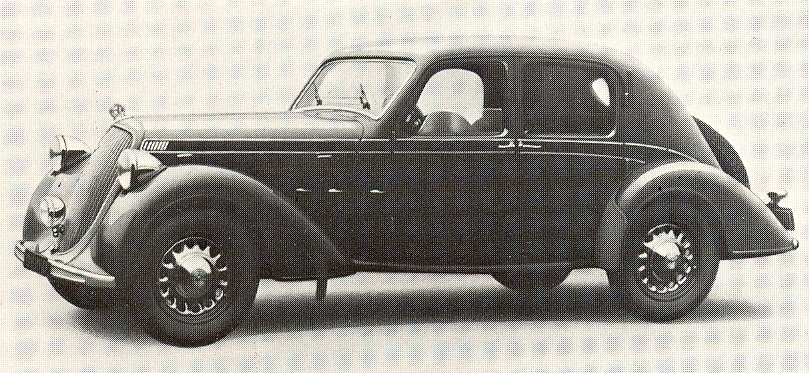
Steyr 220, simile all'auto utilizzata nella fuga.

## La fuga
La mattina del 20 giugno 1942, esattamente due anni dopo il suo arrivo al campo, Piechowski fuggì con Bendera, un meccanico di Czortków, Józef Lempert, un prete di Wadowice, e Stanisław Gustaw Jaster, tenente e veterano dell'invasione della Polonia. Al comando del gruppo fu scelto Piechowski per la sua conoscenza della lingua tedesca.
Dopo aver preso un carro si spacciarono per Rollwagenkommando, cioè il gruppo di lavoro composto da quattro a dodici detenuti che trainavano un carro merci al posto dei cavalli. Bendera si recò all'autoparco mentre Piechowski, Lempert e Jaster si diressero al magazzino dove erano tenute le uniformi e le armi: i tre entrarono attraverso un deposito di carbone, una volta all'interno dell'edificio presero uniformi, armi, quattro mitragliatrici e otto granate.
Bendera arrivò con una Steyr 220 berlina appartenente all'SS-Hauptsturmführer Paul Kreuzmann (altre fonti riportano l'appartenenza dell'auto a Rudolf Hoss). Con Bendera alla guida, Piechowski sul sedile del passeggero anteriore, Lempert e Jaster dietro, si diressero verso il cancello principale. Jaster aveva con sé il rapporto che Witold Pilecki scrisse per il quartier generale dell'Armia Krajowa. Arrivati al cancello principale "Arbeit Macht Frei", Piechowski aprì la portiera e si sporse abbastanza perché la guardia potesse vedere il grado indossato così da farsi aprire e quindi allontanarsi.

### I compagni di Piechowski
- Kurt Pachala[N 1], detenuto numero 24, responsabile del parco auto ad Auschwitz (Fahrbereitschaft; o in alternativa, dei magazzini di generi alimentari, i cosiddetti Truppen Wirtschaftslager). Fu implicato nella fuga grazie alle prove circostanziali scoperte durante le indagini successive. Fu torturato e rinchiuso nel Blocco 11 dove morì di sete e fame il 14 gennaio 1943,[15][16] sembra che si ridusse a mangiarsi le scarpe.[17] Il suo trattamento e la sua morte furono riportati al processo di Auschwitz di Francoforte nel 1965 che costituì la base per la realizzazione dell'opera teatrale del 1965 L'istruttoria di Peter Weiss.[18][19] Fu l'unica vittima conosciuta di una rappresaglia per la fuga dal campo di Auschwitz stesso (a parte i familiari dei fuggitivi) e proprio lo stratagemma del finto commando di lavoro salvò gli altri detenuti dalle ritorsioni.[20]
- Eugeniusz Bendera[N 2][21], secondo Kazimierz Piechowski, Bendera fu l'ideatore della fuga e colui che preparò l'intero piano.[20] Dopo la guerra ritornò a Przedbórz per vivere con la moglie (già sposata nel 1930 e da cui ebbe un figlio), fino al loro divorzio nel 1959 quando si trasferì a Varsavia. Morì dopo il 1970.[22]
- Józef Lempart[N 3], dopo la fuga fu lasciato in un monastero a Stary Sącz, a circa 155 chilometri dal campo, in uno stato di totale esaurimento.[23] Sua madre fu deportata ad Auschwitz come rappresaglia per la fuga, dove morì. Lasciò il sacerdozio, si sposò ed ebbe una figlia. Morì nel 1971 dopo essere stato investito da un autobus mentre attraversava una strada a Wadowice.[24]
- Stanisław Gustaw Jaster[N 4], il più giovane dei fuggitivi, membro dell'organizzazione militare segreta clandestina ZOW. A Varsavia riferì all'Alto Comando dell'Esercito Nazionale sulla resistenza esistente ad Auschwitz e divenne un emissario personale di Witold Pilecki. I suoi genitori furono deportati ad Auschwitz come rappresaglia per la fuga, dove morirono entrambi (suo padre, Stanisław Jaster, nato nel 1892 e morto ad Auschwitz il 3 dicembre 1942; sua madre, Eugenia Jaster, nata nel 1894, deportata la prima volta nel campo di concentramento di Majdanek, morì ad Auschwitz il 26 luglio 1943).[25] Continuò a combattere contro i tedeschi nelle file dell'Esercito Nazionale in una delle più importanti unità per operazioni speciali, l'Organizacja Specjalnych Akcji Bojowych, ma anche di propria iniziativa in supporto alle altre unità dell'Esercito Nazionale, in particolare nell'azione al nodo ferroviario di Celestynów nella notte del 19 maggio 1943, condotta dal capitano Mieczysław Kurkowski (nome di battaglia Mietek), il cui obiettivo fu quello di liberare i prigionieri durante il trasporto in treno dalla prigione del castello di Lublino al campo di Auschwitz: si distinse per un atto di coraggio con cui, praticamente da solo, assicurò un esito vittorioso all'operazione durante la quale furono liberati 49 prigionieri.[25][26] I suoi compagni d'armi lo descrissero come un uomo "di enorme statura dotato di straordinaria forza fisica".[27] Secondo il resoconto pubblicato per la prima volta nel libro del 1968 di Aleksander Kunicki, Cichy front,[28] Jaster fu accusato di collaborazione con la Gestapo e giustiziato nel 1943 dai membri dell'Esercito Nazionale.[29] Questo resoconto è stato screditato in quanto privo di fondamento e senza supporto di prove documentali. Ciò che ora sembra essere ragionevolmente certo è che Jaster fu nuovamente arrestato dalla Gestapo a Varsavia il 12 luglio 1943 e che morì tra luglio e settembre di quell'anno.[30] Le circostanze esatte della sua morte rimangono poco chiare. Sia Bendera che Piechowski, così come molti altri che lo conobbero personalmente, si spesero nel tentativo di riabilitare Jaster sulla scia delle polemiche generate dalla pubblicazione di Cichy front.[31][N 5]
- Alfons Kiprowski [N 6], scout deportato separatamente ad Auschwitz, numero 801. Fuggì indipendentemente da Piechowski il 22 settembre 1942 con altri due prigionieri, Piotr Jaglicz (nato il 29 giugno 1922; numero di detenuto sconosciuto) e Adam Szumlak (nato il 16 giugno 1920; numero di detenuto E-1957 o EH-1954).[4][33][34]

### Dopo la fuga

Bandiera dell'Armia Krajowa.

I prigionieri abbandonarono il veicolo rubato nelle vicinanze di Maków Podhalański, a circa 60 chilometri dal campo. Piechowski si recò in Ucraina ma non riuscì a trovare rifugio per colpa del sentimento anti-polacco. Falsificò i documenti per rientrare in Polonia e tornare a vivere a Tczew. Trovò lavoro in una fattoria, dove entrò in contatto con l'Esercito Nazionale e si unì alle unità del sottotenente Adam Kusz, nome di battaglia Garbaty (i cosiddetti "soldati maledetti").
I genitori di Piechowski furono arrestati dai nazisti come rappresaglia per la fuga e assassinati ad Auschwitz. Anche l'uso di tatuare i prigionieri fu introdotto in risposta alla sua fuga. Negli anni successivi alla guerra Piechowski venne a sapere da Alfons "Alki" Kiprowski, rimasto prigioniero ad Auschwitz per altri tre mesi circa dopo la sua fuga, che una speciale commissione investigativa arrivò ad Auschwitz da Berlino per indagare come fosse stata possibile una fuga così audace come quella di Piechowski e dei suoi compagni.

## Nel dopoguerra
Finita la guerra frequentò l'Università della Tecnologia di Danzica, laureatosi come ingegnere trovò lavoro in Pomerania. Fu denunciato dalle autorità comuniste perché membro dell'Esercito Nazionale e condannato a 10 anni di prigione, di cui ne scontò 7. Al termine della pena aveva 33 anni, dopo il suo rilascio lavorò per alcuni decenni come ingegnere per il governo comunista.
Rifiutò l'Ordine dell'Aquila Bianca, su proposta di Maciej Płażyński, dopo la transizione democratica. Nel 1989 vendette il terreno in suo possesso vicino a Danzica e viaggiò con la moglie in varie parti del mondo. Nel 2006 Piechowski fu nominato cittadino onorario della città di Tczew.
Visse a Danzica, morì il 15 dicembre 2017 all'età di 98 anni.

## Nella cultura di massa
Piechowski è stato il soggetto del film documentario del 2006 Uciekinier (Man on the Run), prodotto da Marek Tomasz Pawłowski e Małgorzata Walczak, film che vinse numerosi premi internazionali.
Nel 2009, la cantante britannica Katy Carr ha pubblicato una canzone su Piechowski dal titolo Kommander's Car.
Un altro documentario della regista Hannah Lovell è stato realizzato nel 2010 con il titolo Kazik and the Commander's Car.
Gli autori del pluripremiato film documentario del 2006 su Kazimierz Piechowski, Uciekinier, Marek Tomasz Pawłowski e Małgorzata Walczak hanno realizzato un sequel incentrato su Jaster, Dotkniecie aniola.

## Opere
- Kazimierz Piechowski, et al., Byłem numerem...: świadectwa z Auschwitz, ed. K. Piechowski, Warsaw, Wydawnictwo Sióstr Loretanek, 2003, ISBN 8372571228
- Kazimierz Piechowski, My i Niemcy, Warsaw, Wydawnictwo Sióstr Loretanek, 2008, bilingual edition: text in Polish and German (the original Polish title, My i Nemcy ("We and the Germans"), is rendered Wir und die Polen ("We and the Poles") in the German section), ISBN 978-8372573087